# طائر العنقاء (مسلسل)
طائر العنقاء (بالتركية: Zümrüdüanka)‏ مسلسل تلفزيوني درامي تركي بدأ عرضه في 25 يناير عام 2020 على قناة فوكس تركيا من بطولة آلب نوروز، جيرين يلماز، سليم بيرقدار، خديجة أصلان وصبحت كوماتش. وانتهى عند الحلقة 26 في 6 يناير 2021.

## القصة
تدور الأحداث حول شاب اسمه سرحات وفتاة اسمها زمرد يعشقون بعضهما كثيرا. يذهب سرحات إلى الحرب وبعد مدة يطلق عليه رصاصة فيوصل خبر لأهله بأنه استشهد ولكن زمرد تبقى تحبه بعد موته. تشتغل زمرد في مطعم لعائلتهم. يعشق عم سرحات (عادل) زمرد ويطلب يدها للزواج ولكن كانت ترفض وبعد معرفة أمها وضغطها على زمرد توافق على الزواج وفي يوم الزفاف يأتي سرحات، فماذا يحصل؟ هل ترجع زمرد لسرحان؟ هل تعود إلى حبها؟ وما موقفها من الحدث.

## طاقم العمل
| الممثل             | الدور            | عدد الحلقات |
| ------------------ | ---------------- | ----------- |
| آلب نوروز          | سرحات دميركان    | 1-          |
| جيرين يلماز        | زمرد كول أوغلو   | 1-          |
| سليم بيرقدار       | عباس دميركان     | 1-          |
| خديجة أصلان        | ألفت كول أوغلو   | 1-          |
| صباحة كوماش        | سانية ارسوي      | 1-9         |
| أيتان أونجو أوغلو  | عزيمة دميركان    |             |
| أوموت كاراداغ      | عادل دميركان     | 1-2         |
| سرحات أوزجان       | رستم كول أوغلو   |             |
| ميراي اكاي         | مليحة كول أوغلو  |             |
| أليف شاكمان        | نافجيهان دميركان |             |
| باريش كوشوك غولار  | لطيف دميركان     |             |
| غوكهان بكليتنلار   | عمر لطفي بكرجي   |             |
| أبرار بابا         | سونجول كول أوغلو |             |
| بيلين أباي         | سوهاندان دميركان |             |
| أتر أسان           | نيسا أوزغوتش     | 9           |
| دوغوكان جونجور     | حامد أوزغوتش     |             |
| إسماعيل حاجي أوغلو | جيهان جورتونا    |             |
| جوكشه أيوب أوغلو   | دينيز أكباش      |             |
| مليح شارداك        | تيلكي حسن        |             |

## موعد العرض
| الموسم | الموسم | الحلقات | الحلقات | البث الأصلي    | البث الأصلي  | البث الأصلي |
| الموسم | الموسم | الحلقات | الحلقات | البث الأول     | البث الأخير  | الشبكة      |
| ------ | ------ | ------- | ------- | -------------- | ------------ | ----------- |
|        | 1      | 9       | 9       | 25 يناير 2020  | 21 مارس 2020 | فوكس        |
|        | 2      | 17      | 17      | 12 سبتمبر 2020 | 6 يناير 2021 | فوكس        |

## روابط خارجية
- طائر العنقاء على موقع IMDb (الإنجليزية)
- طائر العنقاء على موقع كينوبويسك (الروسية)
- طائر العنقاء على موقع قاعدة بيانات الفيلم (الإنجليزية)